# Leominster District
Leominster var ett distrikt i Hereford and Worcester i England. Distriktet upprättades den 1 april 1974 genom att borough Leominster, stadsdistriktet Kington slogs ihop med landsdistrikten Kington, Leominster, Wigmore, Weobley och Tenbury. Det avskaffades 1 april 1998 och blev en del av Herefordshire och Malvern Hills.